# Вулиця Володимира Беца
Ву́лиця Володимира Беца — вулиця в Деснянському районі міста Києва, селище Троєщина. Пролягає від початку забудови до Радунської вулиці.
Прилучаються вулиці Радосинська, Тодося Осьмачки, Лесі Українки, Гоголя і Василя Щавинського, Мелетія Смотрицького.

## Історія
Виникла у 1-й половині ХХ століття. У 1965 році отримала назву вулиця Толстого на честь російського письменника Л. М. Толстого (1828—1910).
6 грудня 2018 року Київська міська рада перейменувала вулицю на честь українського вченого Володимира Беца.